# Brzegosłon
Brzegosłon – rodzaj budowli regulacyjnej, stosowanej w hydrotechnice i melioracjach, której funkcją jest umocnienie i zabezpieczenie przed erozją istniejącego brzegu cieku lub zbiornika wodnego. Taki rodzaj umocnienia zaliczany jest do biotechnicznej obudowy cieku, opartej na naturalnych materiałach. Umożliwia on szybkie pokrycie obnażonej skarpy, co ma szczególne znaczenie w przypadku gruntów luźnych i mało odpornych na niszczące działanie wody i innych czynników erozyjnych. Brzegosłony stosuje się do umacniania środkowej i górnej części skarpy, powyżej poziomu wody regulacyjnej. Poniżej linii brzegosłonu należy zastosować odpowiednie umocnienie podstawy skarpy lub pasa dolnego brzegosłonu. 
Brzegosłon wykonuje się ze świeżej wikliny, która zostaje ułożona na skarpie w odpowiednio dobrany sposób, oraz materiałów służących przymocowaniu wikliny do powierzchni gruntu, przy czym stosuje się do tego celu drut palony wraz z palikami wbijanymi w grunt lub kiszki faszynowe przybite do skarpy palikami drewnianymi. Świeży brzegosłon obsypuje cienką warstwą ziemi, do 7 cm lub na grubość zastosowanych kiszek faszynowych (tzw. zawózka ziemna). Stosowanie brzegosłonów jest możliwe dla skarp o nachyleniu do 1:1,5.
Wyróżnia się brzegosłon
- kryty – w którym wiklinę układa się równolegle do linii brzegowej, a umocowanie wykonuje się prostopadle do ułożonej ścieli
- płaski – w którym wiklinę układa się prostopadle lub pod kątem 45 stopni do kierunku nurtu cieku wodnego, a umocowanie wykonywane jest równolegle do linii brzegowej.